# Властимир Радивојевић
Властимир Радивојевић (Стубленица, 1888 — Бингула, 3. децембар 1944), земљорадник и учесник два Балканска рата, као и Првог и Другог светског рата. Носилац је Златног војничког ордена Карађорђеве звезде са мачевима, неколико медаља за храброст, као и руског ордена цара Николаја - IV степена.

## Биографија
Властимир Радивојевић, рођен је у селу Стубленица код Уба 1888. године. Отац Љубомир и мајка Роса, били су пољопривредници средњег имовног стања. Као и огромна већина Властимирових вршњака тога доба живео је у месту рођења и бавио се сеоским пословима (пољопривредом). Када је стасао у младића пошао је на одслужење редовног војног рока, а потом активно учествовао у оба балканска рата, затим и у Првом светском рату. Као резервни пешадијски каплар посебно се истакао у борбама на Церу и Колубари. Један догађај из овог последњег рата му је посебан обележио ратничку каријуру.
Приликом једног извиђања терена, чуо је људски жагор и бат корака па се склонио у оближњи шумарак крај пута. Кад су му се приближили бугарски војници изашао је пред њих с пушком на готовс и наредио им да одложе оружје. Изненађени његовом појавом и поступком, а верујући да су са њим веће наше снаге спремне да их опколе поступили су по тој наредби. Властимир је потом позвао и друге своје саборце, који су били са њим у извидници, па су дванаесторици Бугара покупили оружје и спровели их у своју јединицу.

### Властимирово заробљавање
Током октобра 1915. Централне силе покрећу нову велику офанзиву на Србију. Суочена са борбом на два фронта, против аустроугарских и бугарских снага, српска војска повлачи се ка југу, преко Црне Горе и Албаније. Због исцрпљености од борби, глади и пута, неке јединице српске војске су често заостајале за главнином војске. Оне су додатно биле изложене нападима непријатељске војске.
У једном таквом нападу, негде око Бијелог Поља 1915. године заробљен је и Властимир. Одмах након заробљавања, спроведен је у војни логор у Аустроугарску, где је провео остатак рата. Из заробљеништва се вратио по завршетку Првог светског рата.

### Живот између ратова
За показану храброст на бојном пољу током 1914. и 1915. године „указом 11102“, од 15. јула 1915. године одликован је Златним војничким орденом Карађорђеве звезде са мачевима. О томе му је издата и повеља 104/46, од 15. јула 1927. године. Поред овог ордена био је носилац и неколико медаља за храброст, као и руског официрског ордена Св.Анне IV степена и више споменица. Био је у браку са Милојком Чанић из села Врела и имао је два сина и две кћери.

### Други светски рат и погибија
Са почетком Другог светског рата, иако због година није био активан војник, Властимир је свакако био део мреже подршке и сарадник четничког покрета, под псеудонимом Анић. Док су његови синови били у партизанским јединицама. Без обзира на ове околности, погибија његовог сина Живка је и њега коштала живота.
Сазнавши за погибију свог сина Живка, који је био партизански борац Осме црногорске бригаде на Сремском фронту, Властимир је изнајмио запрежна кола и наставио да трага за његовим посмртним остацима по линији фронта. Негде на обронцима Фрушке горе, код села Бингула, кола су наишла на постављено минско поље, а он како је седео на њима, страдао је у експлозији изазваној њеним активирањем, 3. децембра 1944. године.